# Budapest Wolves 2019
Questa voce raccoglie le informazioni riguardanti i Budapest Wolves nelle competizioni ufficiali della stagione 2019.

## Maschile

### Prima squadra

#### Roster
| Roster dei Budapest Wolves (2019) |
| --- |
| Quarterback - 3 Márk Bencsics - 8 Levente Tóth - 15 Olivér Wágner Running Back - 1 Ábel Benke - 32 Dávid Danku - 30 Richárd Szatlmayer RB/DL Wide Receiver - 13 Ferenc Bartos - 89 Ádám Elek - 85 Máté Flaskay - 10 Máté Gecser - 82 Kristóf Madarassy - 11 Krisztián Pászmándi - 81 András Storcz Tight End - 46 Péter Varga Offensive Linemen - 62 Szabolcs Bíró OL/DL - 75 Ádám Vághy - 50 Géza Farkas - 34 Dávid Gombos OL/RB - 64 Benedek Gorzás - 61 Zoltán Gráber - 51 Gergely Hajdú - 72 Péter Hegyi - 70 Gábor Kispál C - 66 Sándor Kovács - 79 Dániel Miklós Defensive Linemen - 97 Dávid Zoltán Borek - 92 Tamás Gyenese - 93 Máté Gyulafalvi - 39 Álmos Illés - 78 Csaba Kordován - 99 Attila Merucza - 90 Róbert Moni DE - 96 Benjámin Márk Thurzó Linebacker - 56 Balász Ágota - 7 Bernard Dawson - 53 Dániel Bicskei - 45 Bálint Hegedűs - 91 Gergely Homoki - 59 András Miakich - 55 Olivér Dániel Wallner - 57 Valentin Zsók Defensive Back - 20 Ádám Győrffy S - 23 Norbert Hunka - 28 Richárd Madarassy - 18 Marcus Brown - 6 Márk Mezei - 26 Nátán Nemes CB - 25 Márk Pászmándi - 27 Attila Sebők - 36 Richárd Székely - 17 Bence Szobonya - 35 Máté Tyukodi Special Team - 81 Benjamin Gordon Lyons K , * Patrik Belák - 42 Balász Csomor nella squadra d'allenamento |

#### Hungarian Football League 2019

##### Stagione regolare
| 7 aprile 2019 1ª giornata | Budapest Wolves | 16 – 14 | Miskolc Steelers |  |

| 19 aprile 2019 2ª giornata | Budapest Wolves | 51 – 21 | Győr Sharks |  |

| 11 maggio 2019 5ª giornata | Fehérvár Enthroners | 10 – 34 | Budapest Wolves |  |

| 19 maggio 2019 6ª giornata | Budapest Cowbells | 7 – 9 | Budapest Wolves |  |

| 1º giugno 2019 7ª giornata | Budapest Wolves | 42 – 14 | Kiev Capitals |  |

##### Playoff
| 22 giugno 2019 Semifinale | Budapest Wolves | 27 – 35 | Kiev Capitals |  |

#### CEFL Cup

##### Fase a eliminazione diretta
| Bolzano 13 aprile 2019, ore 14:00 Quarti di finale | Giants Bolzano | 36 – 19 (13-6 6-13 7-0 10-0) referto                                                                       | Budapest Wolves | Stadio Europa |
| Cox Q1 ( TD ) pass from Gahafer della Vecchia Q1 ( pat ) Silot Pajan Q1 ( TD ) 58yd run Gahafer Q2 ( TD ) 30yd run Gahafer Q3 ( TD ) run della Vecchia Q3 ( pat ) Bonacci Q4 ( TD ) della Vecchia Q4 ( pat ) della Vecchia Q4 ( FG ) Marcatori Elek Q1 ( TD ) pass from Bencsics Gecser Q2 ( TD ) pass from Bencsics ? Q2 ( pat ) Szatlmayer 0':11" Q2 ( TD ) run |                | |                 |               |
| |                | |                 |               |
| Cox Q1 (TD) pass from Gahafer della Vecchia Q1 (pat) Silot Pajan Q1 (TD) 58yd run Gahafer Q2 (TD) 30yd run Gahafer Q3 (TD) run della Vecchia Q3 (pat) Bonacci Q4 (TD) della Vecchia Q4 (pat) della Vecchia Q4 (FG) | Marcatori      | Elek Q1 (TD) pass from Bencsics Gecser Q2 (TD) pass from Bencsics ? Q2 (pat) Szatlmayer 0':11" Q2 (TD) run |                 |               |

#### Statistiche di squadra
| Competizione      | %Vittorie | In casa | In casa | In casa | In casa | In casa | In casa | In trasferta | In trasferta | In trasferta | In trasferta | In trasferta | In trasferta | Totale | Totale | Totale | Totale | Totale | Totale |
| Competizione      | %Vittorie | G       | V       | N       | P       | Pf      | Ps      | G            | V            | N            | P            | Pf           | Ps           | G      | V      | N      | P      | Pf     | Ps     |
| ----------------- | --------- | ------- | ------- | ------- | ------- | ------- | ------- | ------------ | ------------ | ------------ | ------------ | ------------ | ------------ | ------ | ------ | ------ | ------ | ------ | ------ |
| Stagione regolare | 1.000     | 3       | 3       | 0       | 0       | 109     | 49      | 2            | 2            | 0            | 0            | 43           | 17           | 5      | 5      | 0      | 0      | 152    | 66     |
| Playoff           | .000      | 1       | 0       | 0       | 1       | 27      | 35      | 0            | 0            | 0            | 0            | 0            | 0            | 1      | 0      | 0      | 1      | 27     | 35     |
| CEFL Cup          | .000      | 0       | 0       | 0       | 0       | 0       | 0       | 1            | 0            | 0            | 1            | 19           | 36           | 1      | 0      | 0      | 1      | 19     | 36     |
| Totale            | .714      | 4       | 3       | 0       | 1       | 136     | 84      | 3            | 2            | 0            | 1            | 62           | 53           | 7      | 5      | 0      | 2      | 198    | 137    |

### Seconda squadra

#### Divízió I 2019

##### Stagione regolare
| 24 marzo 2019 2ª giornata | Budapest Wolves | 3 – 34 | Dunaújváros Gorillaz |  |

| 31 marzo 2019 3ª giornata | Budapest Wolves 2 | 7 – 27 | Eger Heroes |  |

| 13 aprile 2019 5ª giornata | DEAC Gladiators | 23 – 9 | Budapest Wolves 2 |  |

| 28 aprile 2019 6ª giornata | Dabas Sparks | 14 – 3 | Budapest Wolves 2 |  |

| 25 maggio 2019 9ª giornata | Budapest Wolves 2 | 35 – 0 | Budapest Eagles |  |

| 8 giugno 2019 11ª giornata | Szombathely Crushers | 45 – 14 | Budapest Wolves 2 |  |

#### Statistiche di squadra
| Competizione      | %Vittorie | In casa | In casa | In casa | In casa | In casa | In casa | In trasferta | In trasferta | In trasferta | In trasferta | In trasferta | In trasferta | Totale | Totale | Totale | Totale | Totale | Totale |
| Competizione      | %Vittorie | G       | V       | N       | P       | Pf      | Ps      | G            | V            | N            | P            | Pf           | Ps           | G      | V      | N      | P      | Pf     | Ps     |
| ----------------- | --------- | ------- | ------- | ------- | ------- | ------- | ------- | ------------ | ------------ | ------------ | ------------ | ------------ | ------------ | ------ | ------ | ------ | ------ | ------ | ------ |
| Stagione regolare | .167      | 3       | 1       | 0       | 2       | 45      | 61      | 3            | 0            | 0            | 3            | 26           | 82           | 6      | 1      | 0      | 5      | 71     | 143    |
| Totale            | .167      | 3       | 1       | 0       | 2       | 45      | 61      | 3            | 0            | 0            | 3            | 26           | 82           | 6      | 1      | 0      | 5      | 71     | 143    |

## Femminile

### Roster
| Roster delle Budapest Wolves Ladies (2019) |
| --- |
| Quarterback - 7 Enikõ Juhász QB/RB - 13 Kordélia Répási Running Back - 24 Anna Bánhegyi RB/QB - 83 Dóra Szabó Wide Receiver - 87 Alexandra Angi - 3 Ágnes Kovács WR/QB/K - 40 Ágnes Kovács - 15 Petronella Pesti - 47 Kinga Selyimes - 44 Janka Szakácsi Tight End - 18 Bernadett Bartuszek - 45 Liza Szőlgyémi Offensive Linemen - 66 Eszter Csajbók - 77 Zsanett Deák - 64 Erszébet Erőss - 76 Erika Kalán - 69 Orsolya Alexandra Kovács OL/DL Defensive Linemen - 58 Dominika Haincz Linebacker - 95 Rebeka Faddi - 50 Janka Fischer - 53 Veronika Gulyás - 96 Patrícia Királi - 89 Alexandra Kovács LB/K/C - 35 Kitti Lőrincz - 86 Laura Péter - 38 Andrea Szabó Defensive Back - 6 Dóra Ferenczi CB - 37 Csenge Marlyin CB - 31 Réka Marlyin CB/FS - 42 Nikolett Tőrők FS/SS Special Team |

### AFL - Division Ladies 2019

#### Stagione regolare
| 7 settembre 2019, ore 14:00 CEST 1ª giornata | Salzburg Ducks Ladies | 19 – 0 (0-0 0-0 13-0 6-0) referto | Budapest Wolves Ladies |  |

| Budapest 12 ottobre 2019, ore 14:00 CEST 3ª giornata | Budapest Wolves Ladies | 6 – 20 referto | Telfs Patriots Ladies | Angyalföldi Sportközpont |

| Schwaz 20 ottobre 2019, ore 11:00 CEST 4ª giornata | Schwaz Hammers Ladies | 27 – 6 referto | Budapest Wolves Ladies | Silberstadt Arena |

| Budapest 26 ottobre 2019, ore 14:00 CEST 5ª giornata | Budapest Wolves Ladies | 0 – 62 referto | Vienna Vikings Ladies | Angyalföldi Sportközpont |

| Maria Enzersdorf 9 novembre 2019 6ª giornata | Danube Dragons Ladies | 62 – 6 | Budapest Wolves Ladies | BSFZ-Arena |

### Statistiche di squadra
| Competizione      | %Vittorie | In casa | In casa | In casa | In casa | In casa | In casa | In trasferta | In trasferta | In trasferta | In trasferta | In trasferta | In trasferta | Totale | Totale | Totale | Totale | Totale | Totale |
| Competizione      | %Vittorie | G       | V       | N       | P       | Pf      | Ps      | G            | V            | N            | P            | Pf           | Ps           | G      | V      | N      | P      | Pf     | Ps     |
| ----------------- | --------- | ------- | ------- | ------- | ------- | ------- | ------- | ------------ | ------------ | ------------ | ------------ | ------------ | ------------ | ------ | ------ | ------ | ------ | ------ | ------ |
| Stagione regolare | .000      | 2       | 0       | 0       | 2       | 6       | 82      | 3            | 0            | 0            | 3            | 12           | 108          | 5      | 0      | 0      | 5      | 18     | 190    |
| Totale            | .000      | 2       | 0       | 0       | 2       | 6       | 82      | 3            | 0            | 0            | 3            | 12           | 108          | 5      | 0      | 0      | 5      | 18     | 190    |